# Wissenschaftsolympiade

Wissenschaftsolympiaden nach Altersklasse

Wissenschaftsolympiaden sind internationale Schülerwettbewerbe. Dazu gehören:
- Internationale Mathematikolympiade: IMO (seit 1959)
- Internationale Physikolympiade: IPhO (seit 1967)
- Internationale Chemieolympiade: IChO (seit 1968)
- Internationale Informatik-Olympiade: IOI (seit 1989)
- Internationale Biologieolympiade: IBO (seit 1990)
- Internationale Ökologie-Olympiade: INEPO (seit 1993)
- Internationale Philosophie-Olympiade: IPO (seit 1993)
- Internationale Astronomie-Olympiade: IAO (seit 1996, alle 2–3 Jahre)
- Internationale Geographie-Olympiade: IGEO (seit 1996 im zweijährlichen Rhythmus)
- Internationale Linguistik-Olympiade: IOL (seit 2003)
- European Olympiad of Experimental Science: EOES (seit 2020, vorher seit 2003 Europäische Naturwissenschaftsolympiade EUSO)
- Internationale Jugend-Naturwissenschaftsolympiade: IJSO (seit 2004)
- Internationale Astronomie- und Astrophysikolympiade: IOAA (seit 2007)
- Europäische Physikolympiade: EuPhO (seit 2017)